# Mladen Romić
Mladen Romić (Priluka kraj Livna, 23. svibnja 1962. – Rijeka, 19. siječnja 2006.), hrvatski nogometni reprezentativac i dužnosnik u HNK Rijeka.
Zbog dugogodišnjeg igračkog i dužnosničkog doprinosa nogometnom klubu Rijeka ali, na žalost, i prerane smrti, Mladen Romić postao je nezaobilazan dio povijesti kluba iz grada na Rječini. Na Kantridu je stigao u ljeto 1988. iz petrinjske Mladosti s kojom je 1986. ostvario najveći uspjeh u povijesti kluba - plasman u Drugu saveznu ligu bivše Jugoslavije. U Mladost je došao 1985. iz zagrebačke "Dubrave". Svoje prve nogometne korake napravio je u NK Troglav u rodnom gradu Livnu.
U dresu riječkog prvoligaša nanizao je gotovo deset sezona na poziciji desnog braniča. Besprijekoran u pripremi i pristupu utakmici, standardan, korektan i samozatajan, brzo je osvojio simpatije riječke publike. Neosporna Romićeva kvaliteta prepoznata je i kroz tri nastupa za hrvatsku državnu reprezentaciju na australskoj turneji reprezentacije u srpnju 1992., kada je izbornik bio Stanko Poklepović Špaco. 
Slučaj je htio da je Mladen Romić nastupao u generacijama riječkog prvoligaša koje nisu osvojile trofej ili zabilježile neki drugi rezultat koji je zapisan zlatnim slovima u povijesti kluba. Jedna od rijetkih prilika Romićevoj generaciji za osvajanje trofeja pružila se u finalu Kupa Hrvatske 1994. protiv tadašnje zagrebačke "Croatije", no Zagrepčani su bili uspješniji u dvije utakmice. Uz Romića igrali su tada, među ostalima, Marijan Žganjer, Mario Tokić, Robert Rubčić, Elvis Brajković, Dubravko Pavličić, Stojan Belaić, Danijel Šarić, Mladen Mladenović, Fuad Šašivarević, Elvis Kurtović, Jasmin Samardžić, Elvis Scoria i Ermin Raković.   
Nakon "Rijeke", Romić je nosio dresove Pomorca iz Kostrene, tri sezone, te njemačkog Bremerhavena i Zadra. Kao svojevrstan kuriozitet stoji podatak da je igrao za Pomorac u 1.Hrvatskoj nogometnoj ligi s 40 godina, postavši tako jedan od rekordera HNL-a.
Nakon rastanka od igračke karijere postao je trener u mlađim uzrasnim kategorijama "Rijeke", a 2003. bio je pomoćnik treneru seniorske momčadi Ivanu Kataliniću. U drugoj polovici 2003. postao je sportski direktor kluba s Kantride, što je radio i do prerane smrti. 
Ono što mu nije uspjelo kao igraču "Bijelih", Romiću je uspjelo kao direktoru kluba. U svibnju 2005. "Rijeka" je pod vodstvom trenera Elvisa Scorije, predsjednika kluba Roberta Ježića i sportskog direktora Mladena Romića osvojila svoj prvi trofej u samostalnoj Hrvatski - Kup Hrvatske. Momčad "Bijelih" (Velimir Radman, Peter Lerant, Antun Dunković, Mladen Ivančić, Dario Knežević, Mario Prišć, Dragan Tadić, Igor Novaković, Siniša Linić, Kristijan Čaval, Dumitru Mitu, Tomislav Erceg, Nenad Katulić, Danijel Šarić, Josip Butić.) koja je osvojila povijesni Važ, trijumfiravši u finalu protiv splitskog Hajduka, selekcionirali su Scoria i Romić. 
"Rijeka" je idućeg ljeta ponovila uspjeh, nadvisivši u finalu varaždinski Varteks, no na klupi "Bijelih" više nije bilo ni Scorije ni Romića. Scoria je otišao s Kantride za drugim izazovima, a Mladen Romić u povijest kluba kojem je posvetio gotovo čitav život.